# Феррелл, Кончата
Кончата Феррелл (англ. Conchata Ferrell; 28 марта 1943 — 12 октября 2020) — американская характерная актриса, трижды номинировавшаяся на премию «Эмми».

## Жизнь и карьера
Кончата Феррелл родилась в Чарльстоне, Западная Вирджиния и там же начала свою карьеру в театре. В 1974 году она получила первую известность благодаря роли в пьесе «Морской конь», которая принесла ей премию «Драма Деск». В последующие годы она регулярно работала в театре, а также появлялась на телевидении.
Феррелл сыграла более ста ролей на экране на протяжении своей карьеры, охватывающей четыре десятилетия. По большей части актриса исполняла роли второго плана, а главную роль на большом экране сыграла лишь однажды, в фильме 1979 года «В глубине страны», который получил премию Берлинского кинофестиваля. Она появилась в таких фильмах, как «Телесеть», «Надолго ли?», «Мистическая пицца», «Эдвард Руки-ножницы», «Небо и земля», «Шоссе», «Эрин Брокович», «Планета Ка-Пэкс» и «Миллионер поневоле». На телевидении она снималась в сериале «Закон Лос-Анджелеса» в 1988—1992 годах, за роль в котором была номинирована на премию «Эмми» за лучшую женскую роль второго плана в драматическом телесериале в 1992 году.
Феррелл добилась наибольшей известности благодаря своей роли язвительной на язык экономки героя Чарли Шина в комедийном сериале «Два с половиной человека», где она снималась с 2003 по 2015 год. За свою роль она дважды номинировалась на премию «Эмми» за лучшую женскую роль второго плана в комедийном телесериале, в 2005 и 2007 годах.

## Личная жизнь
С 1986 года была замужем за Арни Андерсоном. У них есть дочь Саманта.

## Избранная фильмография
| Год  |   | Русское название                 | Оригинальное название    | Роль             |
| ---- | - | -------------------------------- | ------------------------ | ---------------- |
| 1998 | с | Баффи — истребительница вампиров | Buffy the Vampire Slayer | медсестра Гринли |

## Награды и номинации
- «Эмми»
  - 1992 — Премия «Эмми» за лучшую женскую роль второго плана в драматическом телесериале — «Закон Лос-Анджелеса» (номинация)
  - 2005 — Премия «Эмми» за лучшую женскую роль второго плана в комедийном телесериале — «Два с половиной человека» (номинация)
  - 2007 — Премия «Эмми» за лучшую женскую роль второго плана в комедийном телесериале — «Два с половиной человека» (номинация)

«Драма Деск»
  - 1974 — Премия «Драма Деск» за лучшую женскую роль — «Морской конь»